# Ђурђев Дол
Ђурђев Дол (алб. Shëngjergji/Gjurgjedoli) је насеље у општини Качаник на Косову и Метохији. Атар насеља се налази на територији катастарске општине Ђурђев Дол површине 1173 ha. По предању, село је добило име по најстаријем становнику, Србину који се звао Ђурђе. У турском попису из 1452. године записано је да у селу има укупно 39 кућа и да су све српске. Традиција каже да је село, док је било српско, било пуно богатства и сјаја, а постојао је и магацин где се чувало благо. Од краја 18. века српски и македонски хришћански живаљ је почео да се исељава из Ђурђевог Дола. До педесетих година 20. века распознавали су се темељи старе цркве у селу, као и рушевине магацина о коме говори предање.
У селу данас нема српског становништва.

## Демографија
Насеље има албанску етничку већину.
Број становника на пописима:
- попис становништва 1948. године: 493
- попис становништва 1953. године: 515
- попис становништва 1961. године: 369
- попис становништва 1971. године: 276
- попис становништва 1981. године: 298
- попис становништва 1991. године: 309